# Toni Matas i Dalmau
Toni Matas i Dalmau   (Barcelona, 1968 - Barcelona, 5 de juliol de 2024) va ser un emprenedor informàtic, editor i divulgador cultural català.
Llicenciat en Informàtica per la UPC i MBA per Esade, el 1994 va crear l'editorial Barcelona Multimèdia amb la voluntat que el català tingués una presència destacada en les noves tecnologies. Amb les imatges del seu amic Josep Lluís Martínez i Picañol, va publicar els CD-Rom Otijocs, basats en el personatge d'Ot el bruixot. En aquesta etapa, també va crear jocs a partir de clàssics com Ulisses, personatges com Antoni Gaudí i Salvador Dalí, i productes per divulgar la Bíblia i la cultura cristiana com La Bíblia dels Nens, del 2011, en una cinquantena de llengües i set milions de descàrregues.
El 2019 va reorientar la seva trajectòria vers la intel·ligència artificial aplicada al sector del màrqueting i la comunicació, amb la creació de les empreses Persualia, de xatbots, i Superalia, d'intel·ligència artificial per a comunicadors.
Va morir el 5 de juliol del 2024 d'un infart, a l’edat de 56 anys.